# George Tyrrell
George Tyrrell (1861-1909) foi um padre jesuíta irlandês, teólogo, filósofo e um dos grandes líderes do movimento modernista católico.
Originariamente um anglicano, converteu-se ao catolicismo e ordenou-se padre.
Frequentemente dava palestras em Oxford. Foi editor chefe da Revista dos Jesuítas, onde publicou uma centenas de artigos. Escreveu incessantemente sobre a espiritualidade e a vida interior.
Sua meta principal era promover um nova espiritualidade adequada à modernidade que resultaria em um amor renovado e mais puro por Cristo. Na mente de Tyrrell e na compreensão daqueles que lhe eram mais próximos, as velhas bases da espiritualidade católica tinham agora que ser atualizadas de acordo com as novas descobertas da ciência, da psicologia e da crítica histórica, promovendo a renovação de todas as estruturas da Igreja.
Em 1899, ao publicar o livro "A Devoção Pervertida", o Padre Tyrrell acabou sendo suspenso ad divinis e desligado da Companhia de Jesus por ter recusado a repudiar publicamente seu livro conforme as ordens de seu superior. Ele então procurou em vão por um bispo que o adotasse em sua diocese. Embora não tendo conseguido seu intento, Padre Tyrrell continuou escrevendo e produzindo artigos contrários à mentalidade eclesiástica da época. Ao criticar publicamente a encíclica Pascendi Dominus Gregis em duas cartas publicadas no The Times, foi imediatamente excomungado pelo Papa São Pio X em 1907.
Faleceu alguns anos mais tarde, não podendo receber as exéquias da Igreja Católica e ser enterrado em cemitério católico, devido à sua excomunhão. Atualmente o valor da sua obra teológica é recohecida inclusivamente em certos meios católicos.

## Citações
- "Eles queriam ter Jesus por divino, em certo sentido... Ele seria Deus à maneira de um sacerdote, de um representante, a manifestação carnal do que Deus significa para nós... Jesus seria o mais semelhante a Deus entre os homens." (Jesus or Christ?, Londres, 1909, pag.15)